# The Hill Farm
The Hill Farm ist ein britischer animierter Kurzfilm von Mark Baker aus dem Jahr 1988.

## Handlung
Ein Bauernhof mit Stall liegt auf einem Hügel und auf dem gegenüberliegenden Hügel befindet sich das Haus des Schäfers. Jeden Morgen stehen Bauer und Bäuerin auf, lassen die Tiere auf die Weide und füttern die Küken. Der Schäfer wird aufgeweckt und hütet die Tiere, auch wenn er eines Tages bei der Arbeit eingeschlafen ist und ein Schaf vor einem riesigen Bären retten muss.
Eines Tages kommen Touristen an, Jäger gehen auf die Jagd und erschießen alles, was ihnen vor die Flinte kommt, und die Wasserpumpe gibt kein Wasser mehr. Ein Unwetter zieht auf. Die Touristen begeben sich in eine Höhle, wo sie den riesigen Bären aus dem Schlaf wecken. Der Bär folgt den fliehenden Touristen bis zum Bauernhof. Hierher flüchten sich auch die Jäger, die vergeblich versucht haben, den Bären zu erschießen. Der droht, die Menschen im Haus aufzufressen, doch vertreibt plötzlich einsetzender Regen den Bären. Das Unwetter hebt zudem das Haus an, das vom Schäfer jedoch am Boden gehalten werden kann.
Der nächste Tag bringt Sonnenschein. Die Touristen reisen ab und die Jäger beginnen erneut mit der Jagd. Der Schäfer setzt sein eigenes, zerstörtes Haus wieder zusammen, Bauer und Bäuerin füttern erneut die Tiere und die Wasserpumpe gibt nach dem Gewittert wieder Wasser. Am Abend legen sich alle wie gewohnt zu Bett.

## Produktion
The Hill Farm entstand als Projekt Bakers an der National Film and Television School. Der Film wurde dabei mit Wachsstiften direkt auf Cels animiert. Die Arbeit am Film dauerte drei Jahre und war 1988 beendet. Das Budget des Films betrug 18.000 Pfund.
The Hill Farm beschreibt drei Tage im Leben von Bauern, Jägern und Touristen, und zeigt, wie alle drei Personengruppe die gleiche Landschaft auf unterschiedliche Weise nutzen.

## Auszeichnungen
The Hill Farm gewann zahlreiche internationale Preise, darunter 1989 den Großen Preis auf dem Festival d’Animation Annecy und einen BAFTA als besten Animationsfilm, sowie 1990 den Publikumspreis auf dem Ottawa International Animation Festival.
Der Film wurde 1990 für einen Oscar in der Kategorie „Bester animierter Kurzfilm“ nominiert, konnte sich jedoch nicht gegen Balance durchsetzen.